# Melolontha
Melolontha je rod chroustů, tedy brouků z čeledi vrubounovitých. Z rodu Melolontha se v Česku vyskytují chroust obecný, chroust maďalový a vzácně na jižní Moravě chroust opýřený.

## Taxonomie
Linné nazýval chrousta obecného Scarabaeus melolontha. Étienne Louis Geoffroy užíval Melolontha jako rodové jméno (1762), ale jeho kniha byla nahrazena Mezinárodní komisí pro zoologickou nomenklaturu, a autoritou pro pojmenování je pozdější (1775) publikace Fabriciusem.

## Druhy

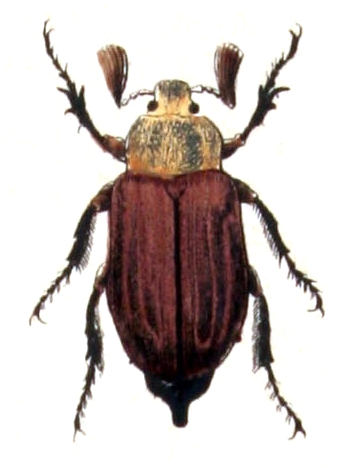
M. hippocastani

Následuje seznam druhů rodu Melolontha:
- Melolontha aceris Faldermann, 1835
- Melolontha afflicta Ballion, 1870
- Melolontha albida Frivaldszky, 1835 – viz Melolontha albida
- Melolontha anita Reitter, 1902
- Melolontha argus Burmeister 1855
- Melolontha bifurcata (Brenske, 1896)
- Melolontha chinensis (Guerin, 1838)
- Melolontha ciliciensis Petrovitz
- Melolontha flabellata Sharp, 1876
- Melolontha frater Arrow, 1913 – Indonésie
- Melolontha fuscotestacea Kraatz, 1887
- Melolontha guttigera Sharp, 1876
- Melolontha hippocastani Fabricius, 1801 – chroust maďalový
- Melolontha incana Motchulsky, 1853
- Melolontha insulana Burmeister, 1939
- Melolontha japonica Burmeister, 1855
- Melolontha kraatzi Reitter 1906
- Melolontha melolontha (Linnaeus, 1758) – chroust obecný
- Melolontha papposa Illiger, 1803
- Melolontha pectoralis Megerle von Mühlfeld, 1812 – chroust opýřený
- Melolontha rubiginosa
- Melolontha rufocrassa Fairmaire, 1889
- Melolontha satsumaenis Niijima & Kinoshita
- Melolontha virescens (Brenske, 1896)

## Rozlišení
Rozlišení tří středoevropských druhů, které se vyskytují i na území Česka je poměrně složité. Jako hlavní rozlišovací znak slouží tvar pygidia.
Nahoře: rozlišení samců (vlevo) a samic (vpravo) podle tykadel
Dole: rozlišení druhů podle tvaru pygidia – zleva: chroust maďalový (Melolontha hippocastani), ch. obecný (M. melolontha), ch. opýřený (M. peectoralis)